# جيمس بلاكوود
جيمس بلاكوود (بالإنجليزية: James Blackwood)‏ هو مغني أمريكي، ولد في 4 أغسطس 1919 في مقاطعة تشوكتاو في الولايات المتحدة، وتوفي في 3 فبراير 2002.

## وصلات خارجية
- الموقع الرسمي
- جيمس بلاكوود على موقع ميوزك برينز (الإنجليزية)
- جيمس بلاكوود على موقع ديسكوغز (الإنجليزية)